# Serhii Savcenko
Serhii Savcenko (în ucraineană Сергій Савченко; n. 25 august 1949, Odesa, RSS Ucraineană, URSS) este un artist ucrainean, reprezentant al expresionismului abstract. Lucrează în domeniul picturii, graficii, sculpturii și artei monumentale. Este membru al mișcării nonconformiste de la Odesa și Pictor Emerit al Ucrainei⁠(d).

## Biografie
Serhii Savcenko s-a născut la 25 august 1949 la Odesa.
A frecventat Școala de Artă Grekov din Odesa⁠(d) între 1969 și 1974. Profesorul său de pictură a fost Adolf Loza.
Și-a început activitatea artistică în anii 1970, iar prima expoziție a organizat-o în 1976. La începutul anilor 1980 s-a alăturat mișcării nonconformiste din Odesa. De la sfârșitul anilor 1980 participă la expoziții de artă contemporană în Ucraina și în străinătate.
În 1988, a devenit membru al Uniunii Pictorilor din URSS⁠(d), ulterior al Uniunii Naționale a Pictorilor din Ucraina⁠(d).
Savcenko a contribuit la fondarea Asociației Naționale a Artiștilor (1993), asociației de creație „Cioven” (din ucraineană «Човен» = „Barca”; 1992) și asociației de creație „Mamai” (în ucraineană «Мамай»; 1998). A fost recunoscut ca membru de onoare al Universității Naționale a Academiei din Kiev-Mohîla⁠(d) și Pictor Emerit al Ucrainei⁠(d) (2009). În 2016-2019 a fost membru al comitetului Premiului Național „Taras Șevcenko”⁠(d) al Ucrainei.
Trăiește și lucrează în Odesa.
„Abstracția are ocazia să pătrundă în spațiul emoțional în care urlă energiile subtile pure, iar arta apare ca o reflecție, așa cum ar trebui să fie [...]”—Serhii Savcenko

## Colecții
Colecții ale operei lui Savcenko sunt găzduite de următoarele muzee:
- Muzeul Național de Artă al Ucrainei⁠(d) (Kiev)
- Universitatea Națională a Academiei din Kiev-Mohîla⁠(d) (Kiev)
- Muzeul de Artă Modernă al Ucrainei (Kiev)
- Muzeul de Artă din Odesa⁠(d)
- Muzeul de Artă Modernă din Odesa
- Muzeul Regional de Artă din Ivano-Frankivsk
- Muzeul de Artă Contemporană Ucraineană din Hmelnîțkîi
- Muzeul Taras Șevcenko din Kaniv
- Palatul de Artă din Lviv
- Muzeul Korsak de Artă Modernă Ucraineană (Luțk)
- Muzeul de Artă din Novosibirsk, Rusia
- Institutul Ucrainean de Artă Modernă⁠(d) (Chicago, SUA)

## Premii
- 1989 - Laureat al Premiului UAZIS (Asociația Ucraineană pentru Protecția Mediului Istoric), Bienala Internațională Impreza (Ivano-Frankivsk, Ucraina)
- 2002 - Bienala Internațională de Grafică Contemporană (Novosibirsk, Rusia)